# Valerij Jurijovics Fedorcsuk
Valerij Jurijovics Fedorcsuk (ukrán betűkkel: Валерій Юрійович Федорчук; Netyisin, 1988. október 5.) ukrán utánpótlás-válogatott labdarúgó, a Mariupol játékosa.

## Pályafutása
Fedorcsuk az FK Karpati Lviv csapatában kezdte meg profi labdarúgó pályafutását. Az FK Dnyipro csapatával 2015-ben Európa-liga döntőt játszott. Többszörös ukrán utánpótlás-válogatott.

## Sikerei, díjai
- Dinamo Kijiv:
  - Ukrán labdarúgó-bajnokság: 2015-16
  - Ukrán szuperkupa: 2016
- Dnyipro:
  - Európa-liga döntős: 2014-15